# Bassa Tribal
Bassa Tribal är en klan i Liberia. Den ligger i regionen Montserrado County, i den västra delen av landet, 17 km norr om huvudstaden Monrovia.